# 組合立岐阜県大垣東高等学校
組合立岐阜県大垣東高等学校（くみあいりつぎふけんおおがきひがしこうとうがっこう）は、かつて岐阜県安八郡墨俣町（現・大垣市）にあった公立の定時制高等学校。

## 概要
安八郡安八町・墨俣町、本巣郡穂積町・巣南村、稲葉郡日置江村の学校組合で運営されていた。
1963年、岐阜県立大垣女子高等学校の新設により廃校。生徒は大垣女子高等学校定時制課程家庭科に移った。尚、大垣桜高等学校の開校は大垣実業高等学校稲葉分校（後の組合立岐阜県大垣東高等学校）の開校年となっている。

## 沿革
前身となったのは、1944年に日置江村に設置された、稲葉南部青年学校である。
- 1944年（昭和19年） - 稲葉郡南部の六ヵ村（日置江村・鏡島村・市橋村・茜部村・鶉村・佐波村）の青年学校を統合。日置江村に稲葉南部青年学校が開校。光衆寺[注釈 2]を校舎とする。
- 1947年（昭和22年）4月1日 - 稲葉実業実科女学校に改称する。校舎は岐阜県稲葉郡日置江大字日置江大岬1391の日置江公会堂[注釈 3]を使用する。稲葉郡南部の六ヵ村の組合の運営であったが、実質は日置江村が運営していた。
- 1948年（昭和23年）
  - 7月 - 岐阜県より廃校勧告が出される。日置江村単独での運営が困難であったこともあり、大垣市の高等学校の分校とすることが検討される。
  - 9月15日 - 岐阜県立大垣実業高等学校稲葉分校に改称する。定時制課程の農業科・家庭科を設置。
- 1949年（昭和24年）4月1日 - 岐阜県立大垣南高等学校稲葉分校に改称する。
- 1951年（昭和26年）
  - 4月1日 - 岐阜県立大垣南高等学校墨俣分校に改称する。
  - 9月8日 - 岐阜県安八郡墨俣町墨俣1275の旧・高安織物工業寄宿舎を校舎とする。
- 1953年（昭和28年）
  - 3月 - 農業科を廃止する。
  - 4月1日 - 稲葉郡南部の六ヵ村組合が解散。新たに墨俣町、穂積町、日置江村などで学校組合を設立。
- 1955年（昭和30年） - 南濃町立石津小学校の校舎を移築。
- 1957年（昭和32年） - 単独校として独立する運動が起きる。
- 1958年（昭和33年）
  - 4月 - 岐阜県立大垣南高等学校から分立し、岐阜県安八郡墨俣町他、一市四ヶ町村[注釈 4]組合立岐阜県立墨俣高等学校となる。
  - 10月 - 組合立岐阜県大垣東高等学校に改称する。
  - 11月4日 - 岐阜県安八郡墨俣町上宿蛭喰[注釈 5]に校舎を新築し、移転。
- 1963年（昭和38年）
  - - 岐阜県立大垣女子高等学校の設置が認可される。
  - 4月 - 岐阜県立大垣女子高等学校が開校。岐阜県大垣東高等学校は大垣女子高等学校と校舎を共用する。
  - 6月14日 - 廃校。生徒は新設の岐阜県立大垣女子高等学校定時制課程被服科に移る。